# Aran (fiume)
L'Aran è un fiume francese dei paesi baschi che attraversa il dipartimento dei Pirenei Atlantici. Sorge nel territorio del comune di Hélette, ai piedi del Monte Baigura, e dopo un percorso di 48.4 Km sfocia a Urt nell'Adour, alla sua riva sinistra.

## Comuni e cantoni attraversati
L'Aran scorre interamente nel dipartimento dei Pirenei Atlantici e bagna i comuni di:

Hélette, Mendionde, Bonloc, Ayherre, Hasparren, La Bastide-Clairence, Bardos e Urt. In termini di cantoni attraversa:
Cantone di Pays de Bidache, Amikuze et Ostibarre, Cantone di Baïgura et Mondarrain e confluisce nel Cantone di Nive-Adour.